# Santa Catarina, Olintla
Santa Catarina är en ort i Mexiko.   Den ligger i kommunen Olintla och delstaten Puebla, i den sydöstra delen av landet, 170 km nordost om huvudstaden Mexico City. Santa Catarina ligger 409 meter över havet och antalet invånare är 855.
Terrängen runt Santa Catarina är kuperad. Runt Santa Catarina är det ganska tätbefolkat, med 104 invånare per kvadratkilometer. Närmaste större samhälle är Jopala, 4,5 km nordväst om Santa Catarina. Omgivningarna runt Santa Catarina är en mosaik av jordbruksmark och naturlig växtlighet.